# Sven Nordqvist

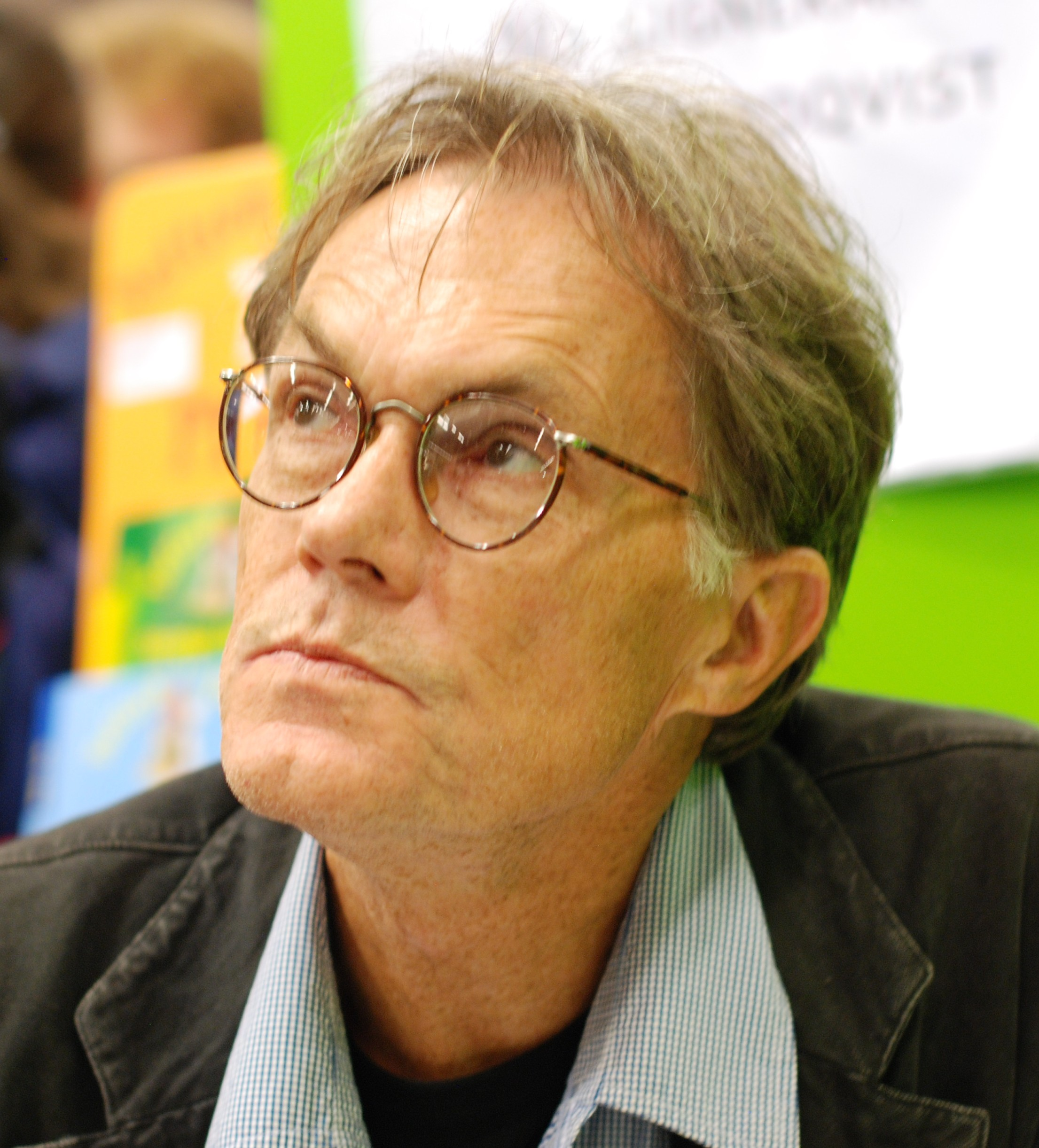
Sven Nordqvist (2010)

Sven Nordqvist (* 30. April 1946 in Helsingborg, Schweden) ist ein schwedischer Zeichner. Nordqvist ist in Deutschland und seinem Heimatland Schweden einer der beliebtesten Autoren für Kinderbücher. Er ist vor allem für die Bücher um Pettersson und Findus bekannt.

## Leben und Werk
Nordqvist wuchs in Schweden in Halmstad auf. Er wollte eigentlich von Jugend an Zeichner werden, wurde aber von mehreren Kunstschulen abgelehnt. So studierte er Architektur an der Technischen Hochschule in Lund und arbeitete anschließend als Architekt sowie als Dozent für Architektur in Lund. Nebenher versuchte er sich weiterhin als Illustrator in der Werbung und für Postkarten, Plakate und Bilderbücher. Nach dem Ende des Architekturstudiums brachte er sich das Zeichnen selbst in Fernkursen bei. 1983 gewann er bei einem Kinderbuch-Wettbewerb den ersten Preis und ist seitdem beruflich ausschließlich als Autor und Zeichner für Kinderbücher tätig. Er ist verheiratet und hat zwei erwachsene Söhne.

### Geschichten mit Pettersson und Findus
In Nordqvists Geschichten von Pettersson und Findus spielen sich auf jeder Seite mehrere kleine Szenen ab. Besonders der Kater Findus ist auf vielen dieser Bilder drei-, vier- oder fünfmal zu sehen, beispielsweise wenn er Hühner scheucht, auf dem Einrad unterwegs ist oder die Stube reinigt, indem er auf dem Schrubber surft. Nordqvists Bilder sind detailreich, auch was Nebenfiguren, Naturszenen oder das Durcheinander in Haus, Werkstatt, Hühnerstall und Garten des alten Pettersson angeht. Nordqvists Geschichten sind Alltagsgeschichten und enden immer mit einem Happy End oder zumindest der Wiederherstellung des Status quo.
Der Autor selbst sagt zur Beliebtheit seiner Bücher und seiner Figur: „Ich glaube, es ist das menschliche Maß. Alles ist überschaubar, man lebt in der Natur und ist sich näher als in der Stadt. Vielleicht kümmern wir uns auch mehr um die Kinder, haben mehr Respekt vor ihnen als Individuen. Und deshalb ist auch Pettersson so beliebt bei Kindern, weil er vieles erlaubt, weil er nicht bestraft und Geborgenheit vermittelt.“
Nordqvist siedelt seine Figuren Petterson und Findus im ländlichen Schwedenidyll an, das er aus den Ferien seiner Jugendzeit kennt. Das Zusammenleben des Paares ist geprägt durch die kindliche Anarchie von Findus, die von Pettersons Zuneigung zu seinem Kater aufgefangen wird. Nordqvist möchte so aufzeigen, dass den Kindern alle Möglichkeiten offenstehen, dass es die Aufgabe der Eltern ist, Kinder aufzufangen, wenn sie an ihre Grenzen stoßen. In diesem Mikrokosmos stört pädagogisches Besserwissen.
Aufgrund des großen Erfolges gibt es mittlerweile CDs, Kassetten, PC-Spiele und auch eine Zeichentrickserie mit Pettersson und Findus. Auch Puppen- und Menschentheater (wie z. B. das Theater Pfütze) spielen die Geschichten nach.

### Weitere Arbeiten
Sven Nordqvist fertigte außerdem unter anderem die Illustrationen zu den Kinderbüchern um die Kuh Mama Muh an, deren Texte Jujja Wieslander und Tomas Wieslander verfassten, sowie für Die Leute von Birka, ein Sachbuch über die Welt der Wikinger von Mats Wahl und Björn Ambrosiani.

## Auszeichnungen (Auswahl)
- 1986: BMF-Plakette für Rävjakten
- 1989: Elsa-Beskow-Plakette
- 1992: Deutscher Jugendliteraturpreis zusammen mit Pelle Eckerman in der Kategorie Kindersachbuch für Linsen, Lupen und magische Skope
- 1995: BMF-Plakette für Guldflickan zusammen mit Hannele Norrström
- 2003: Astrid-Lindgren-Preis für das Gesamtwerk
- 2007: August-Preis für das Bilderbuch Wo ist meine Schwester?
- 2007: BMF-Plakette für Wo ist meine Schwester?
- 2013: LovelyBooks Leserpreis in der Kategorie Kinderbuch für Findus zieht um
- 2014: Expressens Heffaklump
- 2023: BMF-Plakette für Vägen hem

## Werke
- Eine Geburtstagstorte für die Katze. 1984, ISBN 3-7891-6170-5.
- Pippin der Kleine und die große Welt. 1985, ISBN 3-551-51342-2.
- Der Weihnachtsbrei. 1987, ISBN 3-414-81811-6.
- Ein Feuerwerk für den Fuchs. 1987, ISBN 3-7891-6172-1.
- Armer Pettersson. 1988, ISBN 3-7891-6173-X.
- Die Hutjagd. 1989, ISBN 3-414-81812-4.
- Pettersson kriegt Weihnachtsbesuch. 1989, ISBN 3-7891-6174-8.
- Linsen, Lupen und magische Skope. 1991, ISBN 3-7891-3401-5.
- Aufruhr im Gemüsebeet. 1991, ISBN 3-7891-6902-1.
- Nicke findet einen Stuhl. 1992, ISBN 3-7891-6905-6.
- Nicke fährt Taxi. 1992, ISBN 3-7891-6906-4.
- Pettersson zeltet. 1993, ISBN 3-7891-6907-2.
- Morgen, Findus, wird’s was geben. 1995, ISBN 3-7891-4307-3.
- Findus und der Hahn im Korb. 1997, ISBN 3-7891-6911-0.
- Wie Findus zu Pettersson kam. 2002, ISBN 3-7891-6916-1.
- Die Leute von Birka. So lebten die Wikinger. 2002, ISBN 3-7891-5111-4.
- Kochen mit Pettersson und Findus. 2004, ISBN 3-7891-4321-9.
- Das Geheimnis der Weihnachtswichtel. 2006, ISBN 3-7707-5362-3.
- Die verrückte Hutjagd. 2007, ISBN 978-3-7707-5363-5.
- Wo ist meine Schwester? 2008, ISBN 978-3-7891-6940-3.
- Minus reist um die Welt. 2009, ISBN 978-3-7707-5364-2.
- ABC – Antons Reise durch das Alphabet. 2010, ISBN 978-3-7707-5366-6.
- Neue Lieder von Pettersson und Findus. 2010, ISBN 978-3-7891-8431-4.
- Komm mit zu Pettersson und Findus! Ein Wimmelbilderbuch. 2011, ISBN 978-3-7891-6945-8.
- Björn Bär findet etwas Lustiges. 2011, ISBN 978-3-7707-5367-3.
- Lisa wartet auf den Bus. 2011, ISBN 978-3-7707-5368-0.
- Findus zieht um. 2013, ISBN 978-3-7891-7909-9.
- Spaziergang mit Hund. 2019, ISBN 978-3-7891-1060-3.
- Schau mal, was ich kann, Pettersson! 2019, ISBN 978-3-7891-1295-9.
- Pettersson und Findus bauen ein Auto 2020, ISBN 978-3-7891-1514-1.

## Drehbücher (Auswahl)
- 1999: Petterson und Findus
- 2014: Pettersson und Findus – Kleiner Quälgeist, große Freundschaft